# Okręg wyborczy nr 84 do Senatu Rzeczypospolitej Polskiej
Okręg wyborczy nr 84 do Senatu Rzeczypospolitej Polskiej obejmuje obszar powiatów bartoszyckiego, braniewskiego, elbląskiego i lidzbarskiego oraz miasta na prawach powiatu Elbląga (województwo warmińsko-mazurskie). Wybierany jest w nim 1 senator na zasadzie większości względnej.
Utworzony został w 2011 na podstawie Kodeksu wyborczego. Po raz pierwszy zorganizowano w nim wybory 9 października 2011. Wcześniej obszar okręgu nr 84 należał do okręgu nr 33.
Siedzibą okręgowej komisji wyborczej jest Elbląg.

## Reprezentanci okręgu
| Rok  | Rok          | Senator                      | Komitet wyborczy                           |
| ---- | ------------ | ---------------------------- | ------------------------------------------ |
|      | 2011         | Witold Gintowt-Dziewałtowski | Platforma Obywatelska RP                   |
| 2015 | Jerzy Wcisła |                              | Platforma Obywatelska RP                   |
|      | Jerzy Wcisła | 2019                         | KKW Koalicja Obywatelska PO .N iPL Zieloni |
| 2023 | Jerzy Wcisła |                              | KKW Koalicja Obywatelska PO .N iPL Zieloni |

## Wyniki wyborów
Symbolem „●” oznaczono senatorów ubiegających się o reelekcję.

### Wybory parlamentarne 2011
| Kandydat                                                                                      | Kandydat                     | Komitet wyborczy                                     | Głosów | Głosów | Głosów |
| Kandydat                                                                                      | Kandydat                     | Komitet wyborczy                                     | Liczba | %      | +/–    |
| --------------------------------------------------------------------------------------------- | ---------------------------- | ---------------------------------------------------- | ------ | ------ | ------ |
|                                                                                               | Witold Gintowt-Dziewałtowski | Platforma Obywatelska RP                             | 43 129 | 39,94  | –      |
|                                                                                               | Sławomir Sadowski ●          | Prawo i Sprawiedliwość                               | 26 423 | 24,47  | –      |
|                                                                                               | Jan Bobek                    | Polskie Stronnictwo Ludowe                           | 20 542 | 19,02  | –      |
|                                                                                               | Sławomir Kula                | Sojusz Lewicy Demokratycznej                         | 12 753 | 11,81  | –      |
|                                                                                               | Anna Konklewska              | Ruch Patriotyczny (do 2023 Liga Obrony Suwerenności) | 5133   | 4,75   | –      |
| Frekwencja: 42,51% Liczba głosów ważnych: 107 980 (96,04%) Źródło: Państwowa Komisja Wyborcza |                              |                                                      |        |        |        |

● Sławomir Sadowski reprezentował w Senacie VII kadencji (2007–2011) okręg nr 33.

### Wybory parlamentarne 2015
| Kandydat                                                                                      | Kandydat          | Komitet wyborczy                     | Głosów | Głosów | Głosów |
| Kandydat                                                                                      | Kandydat          | Komitet wyborczy                     | Liczba | %      | +/–    |
| --------------------------------------------------------------------------------------------- | ----------------- | ------------------------------------ | ------ | ------ | ------ |
|                                                                                               | Jerzy Wcisła      | Platforma Obywatelska RP             | 43 368 | 41,37  | +1,43  |
|                                                                                               | Sławomir Sadowski | Prawo i Sprawiedliwość               | 37 977 | 36,23  | +11,76 |
|                                                                                               | Jan Bobek         | KWW Kandydata na Senatora Jana Bobek | 23 481 | 22,40  | –      |
| Frekwencja: 42,25% Liczba głosów ważnych: 104 826 (95,76%) Źródło: Państwowa Komisja Wyborcza |                   |                                      |        |        |        |

### Wybory parlamentarne 2019
| Kandydat                                                                                      | Kandydat          | Komitet wyborczy                           | Głosów | Głosów | Głosów |
| Kandydat                                                                                      | Kandydat          | Komitet wyborczy                           | Liczba | %      | +/–    |
| --------------------------------------------------------------------------------------------- | ----------------- | ------------------------------------------ | ------ | ------ | ------ |
|                                                                                               | Jerzy Wcisła ●    | KKW Koalicja Obywatelska PO .N iPL Zieloni | 57 022 | 44,62  | +3,25  |
|                                                                                               | Sławomir Sadowski | Prawo i Sprawiedliwość                     | 51 049 | 39,95  | +3,72  |
|                                                                                               | Artur Piegdoń     | KWW Koalicja Bezpartyjni i Samorządowcy    | 19 710 | 15,42  | –      |
| Frekwencja: 53,00% Liczba głosów ważnych: 127 781 (97,77%) Źródło: Państwowa Komisja Wyborcza |                   |                                            |        |        |        |

### Wybory parlamentarne 2023
| Kandydat                                                                                      | Kandydat                | Komitet wyborczy                           | Głosów | Głosów | Głosów |
| Kandydat                                                                                      | Kandydat                | Komitet wyborczy                           | Liczba | %      | +/–    |
| --------------------------------------------------------------------------------------------- | ----------------------- | ------------------------------------------ | ------ | ------ | ------ |
|                                                                                               | Jerzy Wcisła ●          | KKW Koalicja Obywatelska PO .N iPL Zieloni | 86 158 | 57,04  | +12,42 |
|                                                                                               | Łukasz Kochan           | Prawo i Sprawiedliwość                     | 52 550 | 34,79  | –5,16  |
|                                                                                               | Justyna Masiewicz-Grodź | Zjednoczenie Chrześcijańskich Rodzin       | 12 332 | 8,16   | –      |
| Frekwencja: 67,49% Liczba głosów ważnych: 151 040 (97,34%) Źródło: Państwowa Komisja Wyborcza |                         |                                            |        |        |        |